# Blackburn Buccaneer
O Blackburn Buccaneer foi uma aeronave de ataque da Royal Navy (que também serviu na Real Força Aérea e noutros ramos e outros países) desenvolvida durante os anos 50. Desenvolvida e inicialmente produzida pela empresa aeronáutica Blackburn Aircraft, em Brough, ficou mais tarde conhecida como o Hawker Siddeley Buccaneer quando a Blackburn tornou-se parte do grupo Hawker-Siddeley, contudo, esta nova designação raramente foi utilizada. Foi uma aeronave capaz de operar armamento convencional e armamento nuclear.